# Myski
Myski (rusky Мыски, šorsky Томазақ) je město v Kemerovské oblasti, Rusku. Protéká jím řeka Tom a její levostranný přítok Mras Su. Žije zde přibližně 40 tisíc obyvatel.

## Historie
V 70. letech 18. století se na vysokém mysu u soutoku řek Kijzak a Mras Su usadili první Šorcové, kteří toto místo nazvali ulus Tomazak (lze přeložit jako osikový les na vyvýšenině). Ruské označení znělo selco na Myskach (rusky сельцо на Мысках). V roce 1826 byl ulus zapsán do rejstříku carské kanceláře pod názvem ulus Myski. V této dobětvořil hlavní obživu obyvatelstva lov, rybolov, chov skotu, sběr piniových oříšků a kovářství.
Podnětem k rozvoji kraje se stalo vytvoření Gorno-Šorského národního rajonu roku 1926 s centrem v Myskách. V roce 1939 vznikl Myskovský rajon. Na přelomu 40. a 50. let 20. století zde byl vybudován závod na výrobu syntetického benzínu.
Bouřlivý rozvoj ekonomiky začal s objevem Tom-Usinského uhelného ložiska v roce 1948. Vznikl trust „Tomusašachtostroj“, dřevozpracující kombinát, cihelný i asfaltový závod. Parelerně s budováním závodů probíhala i stavba obytných objektů a objektů sociálně-kulturního významu.
8. května 1956 získaly Myski status města.
Recese ekonomiky země na začátku 90. let 20. století se negativně podepsala i na městě Mysky, mnoho podniků zkrachovalo.

## Fysicko-geografická charakteristika
Město se nachází v nadmořské výšce od 196 do 249 m n. m. a leží v časovém pásmu MSK +4 (krasnojarském časovém pásmu, UTC +7:00). Je vzdáleno 212 km od Kemerova (jižně), 359 km od Tomska a 410 km od Krasnojarsku. Vzdálenost Moskvy a města Myski je 3 170 km.

## Obyvatelstvo
Vývoj počtu obyvatel znázorňuje následující graf:
Co st týká počtu obyvatel zaujímá město Myski 375. místo z 1115 měst v Rusku.

## Doprava
Ve městě se nachází 4 vlakové zastávky a 2 nádraží, ze kterých je jeden zakonzervován, a 2 autobusová nádraží.

## Vzdělání
Ve městě se nacházejí školky, školy a Tom-Usinská energeticko-dopravní průmyslová škola.

## Osobnosti města
- Aleksandr Voronin – olympijský vítěz z roku 1976 ve vzpírání
- Volodimir Kiseljov – olympijský vítěz z roku 1980 ve vrhu koulí
- Michajil Kujukov – rudoarmějec, hrdina SSSR
- Aleksandr Choš – mistr SSSR i Evropy v sambu
- Aleksandr Adrijenko – ruský sjezdař
- Aleksej Mizgirev – ruský filmový režisér